# Gerard Leever
Gerard Leever (Naarden, 30 april 1960) is een Nederlands striptekenaar en schrijver. Hij publiceert onder het pseudoniem Gleever. Gleever is een van de meest actieve jeugdstriptekenaars van Nederland. Hij is Nederlands langstlopende dagboektekenaar.

## Biografie
- In zijn militairediensttijd begon hij een getekend dagboek bij te houden. Sinds 1980 wordt Gleevers Dagboek gepubliceerd in Striprofiel, Stripschrift en Eppo. Hiervan verscheen in 1996 een album waarvoor hij de Stripschappenning kreeg (album van het jaar 1997).
- In 1981 begon hij de puzzelpagina van Eppo te maken.
- 1982 - Lid van de striptekenaarscollectief Studio Arnhem. Hier maakte hij Ernst Vrolijk op teksten van Hanco Kolk.
- In 1983/1985 verving hij Uco Egmond als tekenaar van Eppo.
- 1984/1985 - De Vloek van Bangebroek voor Robbedoes.
- 1985/1986 - Samen met tekstschrijver Jan van Die maakte hij Kanaal 13 voor Eppo Wordt Vervolgd.
- 1985 - Illustreren van de moppentrommel van Donald Duck.
- Vanaf 1985 tekende hij de strip Oktoknopie voor Taptoe. Stripalbum 1, Oktoknopie, (2000) kreeg de Stripschappenning (jeugdalbum van het jaar 2000).
- 1990 tot 1994 - Het Felix Flux Museum tekst samen met Kees de Boer in het stripblad Sjors en Sjimmie.
- 1994 - Dik van Dieren en zo voor het weekblad Suske en Wiske. In 2003 verscheen een stripalbum waarvoor hij de Stripschappenning kreeg (jeugdalbum van 2004).
- In 1996 begon in TrosKompas de familiestrip Gemengd Dubbel geschreven door Jan van Die.
- 2001 - Suus & Sas gepubliceerd in meidentijdschrift Tina.

Al zijn strips worden ingekleurd door zijn partner Wilma Leenders. Hij heeft een tweeling en een zoon. Hij woont in Arnhem.

## Prijzen
- Stripschapprijs 2006 voor het gehele oeuvre
- Stripschappenning: Nederlands Jeugdalbum van het jaar 2013 (20 Avonturen van Pim, Pam & Pluis)
- Stripschappenning: Jeugdalbum van het jaar 2004 (Dik van dieren en zo, deel 1: De eerste 11 zaken)
- 19de Brabant Stripsympathieprijs 2004
- Stripschappenning: Jeugdalbum van het jaar 2000 (Oktoknopie, Deel 1: Oktoknopie)
- Stripschappenning: Album van het jaar 1997 (Gleevers Dagboek)
- Gouden Deadline 1996

### Albums
- De Knuffels (1984)
- Super Hobo (2000)
- Dik van Dieren en zo
  - De eerste 11 zaken (2003)
- Het Felix Flux Museum
  - De roep van het masker (1990)
  - De maya-codex (1992)
  - De Jum van de Arara (2002)
- Gemengd Dubbel
  - Piercings en Punaises (1998)
  - Hollandse Zomers (1999)
  - Min Acht (1999)
- Gleevers Dagboek
  - Gleevers Dagboek (1996)
  - Gleevers Dagboek 2 (2012)[1]
- Kanaal 13
  - Kanaal 13 (1987)
- Oktoknopie
  - Oktoknopie slaat terug
  - Oktoknopie deelt uit
  - Oktoknopie duikt op
  - Oktoknopie dolt fijn
- Suus & Sas
  - Goed bekeken (2003)
  - Eén hunk met (2004)
  - Zwemparadijs (2005)
  - Het regent hunks (2006)
  - Zzzzeur Meyer (2008)
  - Droomkamer (2010)
- De Vloek van Bangebroek
  - De Vloek van Bangebroek 1 (2014)
  - De Vloek van Bangebroek 2 (2014)
- Wij zijn de Weerwolfwezen (2019) naar Dolfje Weerwolfje van Paul van Loon

### Magazines
- Gleevers Magazine
  - Nummer 1: Ernst Vrolijk & Dick Hout
  - Nummer 2: Kanaal 13
  - Nummer 3: Stripschapprijs 2006

### Stripreeksen
- Ria & Rinus (samen met Patty Klein een strip over een ouder echtpaar)
- Suus & Sas (gepubliceerd in de Tina)
  - Gaat over een pubertweeling; Sas is sportief, Suus is meisjesachtig, maar uiterlijk lijken ze veel op elkaar. De strip werd voorafgegaan door de strip Familie van Gelder. De strip is gebaseerd op zijn eigen tweeling. De strip staat nu op de achterkant van de Tina. Het is een gagstrip.
- Gemengd Dubbel (werd gepubliceerd in TrosKompas)
- Gleevers Dagboek (nu in Stripnieuws, voorheen in Stripschrift)
- Oktoknopie (in Taptoe)
- Dik van Dieren en zo (voor weekblad Suske en Wiske)
- Eppo (in gelijknamig tijdschrift)[2]
- Ernst Vrolijk en Dick Hout (Robbedoes)
- Junior Reporter
- Kanaal 13 (voor Eppo Wordt Vervolgd)
- Otto Raaf
- De vloek van Bangebroek (Robbedoes)